# Super-Kamiokande
Super-Kamiokande (semi-abreviativa del nom complet: Super-Kamioka Neutrino Detection Experiment, també abreujat a Super-K o SK; japonès: スーパーカミオカンデ), és un observatori de neutrins dissenyat per estudiar els neutrins solars i els atmosfèrics i per detectar el decaïment dels protons i neutrins provinents de supernoves de qualsevol part de la Via Làctia. Està situat a 1.000 m sota terra, a la mina de Mozumi, propietat de la companyia Kamioka Mining and Smelting Co a la ciutat de Hida, a la Prefectura de Gifu, Japó.
L'estructura compta amb 50.000 tones d'aigua pura envoltades per prop d'11.000 tubs fotomultiplicadors. L'estructura cilíndrica té 40 m d'alt i 40 m d'ample.
La interacció d'un neutrí amb els electrons o els nuclis d'aigua pot produir una partícula que es mou més ràpid que la velocitat de la llum en l'aigua (encara que, és clar, més lentament que la velocitat de la llum en el buit). Això crea un con de llum a causa de la radiació de Txerenkov, l'equivalent òptic d'una barrera del so. El patró característic d'aquest centelleig proveeix informació sobre la direcció i, en el cas dels neutrins atmosfèrics, la classe de neutrí que arriba. La diferència en el temps que s'experimenta entre l'arribada a la paret del detector de la part superior del con i la inferior pot usar-se per calcular la direcció en la qual s'aproxima la partícula; com més gran sigui la diferència, major serà l'angle de l'horitzontal de la trajectòria de la partícula. El tipus de partícula pot inferir depenent de la nitidesa de la vora del con. Un muó penetra fàcilment, així que rarament interacciona amb l'aigua, per la qual cosa produeix un con ben definit. Un electró regularment interaccionarà, causant pluges de partícules addicionals i, per això, es detectarà un con més borrós.

## Història
La construcció de l'Observatori Subterrani de Kamioka, el predecessor de l'actual Observatori de Kamioka (Institut per a la Investigació de Raigs Còsmics, Universitat de Tòquio) va començar el 1982 i va concloure en abril de 1983. El seu propòsit va ser la detecció del decaïment de protons, una de les interrogants fonamentals de la física de partícules elementals. El detector, anomenat Kamiokande (Kamioka Nucleon Decay Experiment), era un tanc que contenia 3.000 tones d'aigua pura i uns 1.000 tubs fotomultiplicadors acoblats a la superfície interna. Tenia una grandària de 16 m d'altura per 15,6 m de diàmetre. el 1985, es va actualitzar el detector per aconseguir que observés neutrins solars. Com a resultat (Kamiokande-II), el detector va ser suficientment sensible com per detectar els neutrins provinents de l'explosió d'una supernova observada en el Gran Núvol de Magallanes el febrer de 1987. Els neutrins provinents del sol van ser detectats el 1988, el que va ajudar a avançar en les investigacions sobre astronomia i astrofísica de neutrins. L'habilitat de l'experiment Kamiokande per detectar la direcció dels electrons produïts en la interacció dels neutrins solars va permetre als investigadors demostrar, per primera vegada, que el sol, veritablement, produeix neutrins.
Malgrat l'èxit en l'observació de neutrins, Kamiokande no va detectar el decaïment de protons, el seu principal objectiu. Era necessària una major sensibilitat per observar neutrins amb una precisió estadística més fiable. Això va conduir a la construcció del Super-Kamiokande, amb un volum i tubs fotomultiplicadors deu vegades majors que el Kamiokande. El Super-Kamiokande va iniciar les seves observacions el 1996.
El grup Super-Kamiokande Collaboration va anunciar la primera evidència d'oscil·lacions de neutrins el 1998, consistent amb la teoria que els neutrins no tenen massa nul·la (encara que el valor sigui molt petit). Fins llavors, tota l'evidència observacional apuntaven que els neutrins no tenien massa, encara que els teòrics havien especulat el contrari durant molts anys.
El 12 de novembre de 2001, usn 6.000 tubs fotomultiplicadors del detector Super-Kamiokande (amb un cost d'uns $3.000 cadascun) van implosionar en una aparent reacció en cadena (les ones de pressió de cada tub que implosionava va trencar els tubs contigus). El detector ha estat parcialment reparat, redistribuint la resta dels tubs fotomultiplicadors i afegint-hi un escut protector d'acrílic, amb l'esperança que això impedís un altre desperfecte del mateix tipus (SuperKamiokande-II).
El juliol de 2005, es van començar les preparacions per restaurar el detector a la seva forma original, reinstal·lant uns 6.000 tubs fotomultiplicadors. Es va completar el juny de 2006 (SuperKamiokande-III).